# Acanthochondria triglae
Acanthochondria triglae – gatunek widłonoga z rodziny Chondracanthidae. Nazwa naukowa tego gatunku skorupiaków została opublikowana w 1990 roku przez biologów: Amalię Herrera-Cubilla i André Raibaut.